# Flávio Augusto da Silva
Flávio Augusto da Silva (Rio de Janeiro, 7 de fevereiro de 1972) é um empresário, escritor e conferencista brasileiro, conhecido por fundar a rede de escolas de idiomas Wise Up, ser ex-proprietário do Orlando City Soccer Club e criar a plataforma de conteúdo empreendedor Geração de Valor. Desde 2024, atua como Embaixador de Comunicação Estratégica da Marinha do Brasil, cargo voluntário para promover suas iniciativas nas redes sociais.

## Biografia
Flávio Augusto da Silva nasceu e cresceu em um bairro de classe trabalhadora no Rio de Janeiro. Aos 15 anos, foi aprovado no concurso do Colégio Naval da Marinha do Brasil, mas foi expulso aos 17 por falta de disciplina para a carreira militar. Ele atribui sua experiência no Colégio Naval como fundamental para sua formação pessoal e profissional.
Aos 19 anos, começou a trabalhar no setor comercial de uma escola de inglês. Trancou o curso de Ciências da Computação na Universidade Federal Fluminense para focar na carreira. Em 1995, aos 23 anos, fundou a Wise Up com R$20.000 de cheque especial.

## Carreira

### Wise Up
Em 2013, Flávio vendeu a Wise Up ao Grupo Abril Educação por R$877 milhões. Em 2015, recomprou a empresa por R$398 milhões. Em 2017, Carlos Wizard investiu R$200 milhões por uma participação minoritária, seguido por R$200 milhões do fundo Kinea (Itaú) em 2019, formando a Wiser Educação, com Flávio mantendo o controle. A Wise Up tornou-se uma das maiores redes de ensino de idiomas do Brasil.

### Orlando City Soccer Club
Em 2013, Flávio adquiriu o Orlando City Soccer Club por US$120 milhões. O clube ingressou na Major League Soccer (MLS) em 2015, após a contratação do jogador brasileiro Kaká em 2014, que foi emprestado ao São Paulo Futebol Clube por seis meses. Em 2021, Flávio vendeu o clube à família Wilf, proprietária do Minnesota Vikings, por aproximadamente US$400 milhões (R$2,1 bilhões). Após a venda, anunciou sua saída do futebol.

### Geração de Valor e Outros Projetos
Flávio criou a plataforma Geração de Valor, que oferece conteúdo sobre empreendedorismo, com cerca de 5 milhões de seguidores no Instagram e 3,3 milhões no Facebook em 2024. Ele também fundou o meuSucesso.com, uma plataforma de educação empreendedora, e organiza eventos como Powerhouse19 e Mentoring League. Em parceria com Carlos Wizard Martins, Flávio integrou escolas de inglês ao grupo Wiser Educação.

### Marinha do Brasil
Em 18 de setembro de 2024, Flávio foi nomeado Embaixador de Comunicação Estratégica da Marinha do Brasil, um cargo voluntário e não remunerado para promover suas ações nas redes sociais. A cerimônia, presidida pelo Almirante de Esquadra Marcos Sampaio Olsen, ocorreu a bordo do Navio-Aeródromo Multipropósito Atlântico A140, no Rio de Janeiro. Sua nomeação foi atribuída à sua experiência no Colégio Naval e sua influência digital, com a Marinha destacando sua capacidade de alcançar jovens e formadores de opinião.

### Controvérsias
Em janeiro de 2025, Flávio publicou críticas ao governo do presidente Luiz Inácio Lula da Silva em pelo menos dez postagens na plataforma X, usando termos como “incompetência” e “desculpas esquizofrênicas”. Em junho de 2025, uma investigação do The Intercept Brasil alegou que o programa Universidade da Matrícula, ligado à Wise Up, envolvia práticas abusivas, como metas de vendas agressivas e promessas de financiamento não cumpridas, levando a acusações de estelionato e pirâmide financeira. A polícia do Paraná abriu um inquérito, and the Ministério Público received complaints. Flávio negou as acusações, afirmando que o modelo era lícito.

## Obras
- Geração de Valor (2014)
- Geração de Valor 2 (2015)
- Geração de Valor 3 (2016)
- Ponto de Inflexão (São Paulo: Buzz Editora, 2018)
- Faça Sua Pergunta! (São Paulo: Buzz Editora, 2021)

## Fortuna
Em 2022, Flávio Augusto foi listado na 232ª posição da lista de bilionários brasileiros da Forbes Brasil, com um patrimônio estimado em R$1,3 bilhão, originado principalmente da Wise Up. Embora frequentemente descrito como bilionário por fontes brasileiras, ele não aparece em rankings internacionais de bilionários.